# Réseau unitaire d'assainissement
Un réseau unitaire ou égout unitaire ou réseau d'égouts unitaire ou système d'évacuation unitaire, est un système de collecte des eaux usées où toutes les eaux (eaux usées et eaux pluviales) transitent par une seule et même canalisation et se mélangent. Une alternative à ce système est la construction de réseaux séparatifs où l’eau de pluie et les eaux usées possèdent chacune leur réseau d’évacuation séparé.

## Dimensionnement
Le dimensionnement des canalisations se fait le plus souvent suivant les quantités d’eaux de pluie car elles sont en règle générale plus importantes en quantité que les eaux usées. L’évacuation des eaux de pluie doit permettre d’éviter tout débordement du réseau en cas d’événement pluvieux. En raison du coût des infrastructures et des contraintes de mise en œuvre, le diamètre des conduites doit cependant être limité. Le plus souvent, il n’est pas possible de dimensionner les réseaux pour être capable d’encaisser des événements pluvieux trop important. Pour éviter la surcharge du réseau et des installations de traitement, les canalisations sont munies de déversoir d’orage permettant le système de se décharger du trop-plein, le plus souvent, directement dans les cours d’eau.
Les déversoir d’orage doivent tenir compte des risques de pollution de l’environnement notamment en prenant en compte les paramètres tels que la demande chimique en oxygène (DCO), les concentrations d’azote ou de phosphore. Pour limiter la pollution, des bassins de décantation et des séparateurs d'hydrocarbures sont souvent associés aux déversoirs d’orage pour que seule l’eau de pluie préalablement décantée puisse se déverser dans les milieux récepteurs.

## Inconvénients et avantages des réseaux unitaires
Les réseaux unitaires présentent un avantage économique, puisqu’ils nécessitent des infrastructures moindres par rapport à un réseau séparatif. En particulier, deux fois moins de raccordements sont nécessaires. Il n’y a également pas de possibilité d’erreur de branchement (déversement d’eau usée dans l’eau pluviale). Les réseaux unitaires requièrent moins de place et sont moins onéreux.
En contrepartie, un réseau unitaire oblige à dimensionner la station d’épuration en fonction des eaux de pluie ce qui requiert des infrastructures importantes non nécessaires pour un réseau séparatif. Ce désavantage peut être en partie réduit grâce aux déversoirs d’orage.
Dans l’idéal, les déversoirs d’orage devraient laisser passer la « première vague » qui est la plus chargée en polluants et déverser l’eau de pluie, arrivant ensuite, moins contaminée. C’est rarement le cas et il arrive fréquemment que des quantités non négligeables d’eau usée non traitée finissent dans les milieux récepteurs ,. La « première lame » de pollution est un cas idéal et en raison des caractéristiques du réseau, des événements pluvieux etc. il est souvent difficile d’isoler ces eaux polluées du reste.
Un autre désavantage est le surdimensionnement nécessaire pour adapter les canalisations aux débits d’eau de pluie. Ces débits peuvent être une centaine de fois plus importants que les débits de temps sec. En période de temps sec prolongé, les réseaux unitaire sont donc largement surdimensionnés et peuvent être sujet à des dépôts nécessitant un curage ultérieurement. En cas de pluie, les réseaux sont cependant nettoyés.
La pollution des milieux récepteurs en présence d’un réseau unitaire n’est pas toujours plus importante qu’avec un réseau séparatif. Le réseau unitaire permet de traiter une partie importante des eaux de pluie qui sont souvent chargée de métaux lourds par exemple. Les écoulements issus des routes ou des toits en métaux contribuent en grande partie à la pollution des eaux de pluie. Ces pollutions sont particulièrement problématiques dans les milieux aquatiques stagnant ou avec des vitesses d’écoulement faible où les concentrations en oxygène peuvent diminuer rapidement en présence de polluants.
Les pollutions par les déchets entraînés par les réseaux de collectes peuvent être limitées à l’aide de dégrilleurs.

## Autres alternatives aux réseaux unitaires
Sur les nouveaux aménagements urbains ou réhabilitations, il est possible d'utiliser des techniques alternatives pour la gestion des eaux de ruissellement urbain et un réseau d'assainissement pour les rejets d'eaux usées domestiques et industrielles. Les techniques alternatives pour la gestion des eaux de ruissellement urbain permettent de limiter, voire éliminer le risque inondation grâce à une gestion intégrée. Par exemple, un espace vert peut avoir un intérêt paysager, mais aussi servir au stockage temporaire et à l'infiltration des eaux pluviales).